# Nguyễn Phúc Miên Tiệp
Nguyễn Phúc Miên Tiệp (chữ Hán: 阮福綿寁; 18 tháng 8 năm 1832 – 9 tháng 12 năm 1871), tước phong Duy Xuyên Quận công (濰川郡公), là một hoàng tử con vua Minh Mạng nhà Nguyễn trong lịch sử Việt Nam.

## Tiểu sử
Hoàng tử Miên Tiệp sinh ngày 23 tháng 7 (âm lịch) năm Nhâm Thìn (1832), là con trai thứ 58 của vua Minh Mạng, mẹ là Lục giai Tiệp dư Nguyễn Thị Viên. Ông là người con thứ hai của bà Tiệp dư. Khi còn là hoàng tử, ông là người có học hạnh.
Năm Minh Mạng thứ 21 (1840), vua cho đúc các con thú bằng vàng để ban thưởng cho các hoàng thân anh em, các hoàng tử công và hoàng tử chưa được phong tước. Hoàng tử Miên Tiệp được ban cho một con sư tử bằng vàng nặng 14 lạng 8 đồng cân.
Tháng 3 (âm lịch) năm Tự Đức thứ 3 (1850), thầy học của các hoàng thân là Võ Xuân Cẩn, đồng thời là cha vợ của vua, dâng sớ nói: "Các hoàng thân phần nhiều chỉ thích chơi đùa, không đến nghe giảng". Vua sai phủ Tôn Nhân xét duyệt thì Miên Tiệp cùng hai hoàng thân là Miên Vãn và Hồng Kháng đều chỉ đến nghe giảng có 3 ngày, bị phạt lương 6 tháng. Một số hoàng thân khác cũng bị phạt lương vì việc này.
Năm Tự Đức thứ 5 (1852), hoàng thân Miên Tiệp được phong làm Duy Xuyên Quận công (濰川郡公).
Năm Tự Đức thứ 24, Tân Mùi (1871), ngày 27 tháng 10 (âm lịch), quận công Miên Tiệp mất, thọ 40 tuổi, thụy là Huệ Mục (惠睦). Mộ của ông được táng tại Dương Xuân (nay thuộc Hương Thủy, Thừa Thiên - Huế), còn phủ thờ dựng ở ấp Trường Súng Nội (nay thuộc Hương Trà, Huế).
Quận công Miên Tiệp có năm con trai và tám con gái (Đại Nam liệt truyện chép rằng ông chỉ có sáu con gái). Ông được ban cho bộ chữ Kiến (見) để đặt tên cho các con cháu trong phòng. Công tử Hồng Chí, con trai trưởng của ông với vợ thứ, lúc đầu được tập phong, sau có tội nên bị đoạt tước, xử tội đồ (phạt giam tù), mãn hạn quay về làm công tử. Con trai thứ hai của ông với vợ thứ là công tử Hồng Đề tập phong làm Tá quốc khanh (佐國卿).